# Chavannes (Alvernia-Rodano-Alpi)
Chavannes è un comune francese di 482 abitanti situato nel dipartimento della Drôme della regione dell'Alvernia-Rodano-Alpi.

## Società

### Evoluzione demografica
Abitanti censiti